# Teatro Kubik Fabrik
El Teatro Kubik Fabrik fue un teatro privado situado en Usera (Madrid), inaugurado en el año 2010 y cerrado en 2016. Regentado por la compañía Mr. Kubik Producciones, ocupaba una antigua nave industrial dedicada al reciclaje de papel y cartón. Era una sala de reducidas dimensiones, con capacidad para 70 espectadores, en la que se representaban obras teatrales y espectáculos de danza y circo. 

## Historia
En el año 2004 se fundó la compañía Mr. Kubik Producciones de la mano de Fernando Sánchez-Cabezudo, Jorge Sánchez-Cabezudo, Alberto Sánchez-Cabezudo y Miguel Ángel Rodríguez. Tras varios años buscando un espacio donde poner en marcha un teatro propio, la compañía encontró en mayo de 2010 la nave donde se ubicó el Teatro Kubik Fabrik, en el distrito de Usera de Madrid; una antigua nave industrial dedicada al reciclaje de papel y cartón. En cinco meses el edificio fue rehabilitado y el Teatro se inauguró en octubre de 2010. En 2015 fusionó con la productora de cine y teatro LaZona, y se convirtió en LaZonaKubik, un laboratorio de artes escénicas.
Tuvo que cerrar en 2016 debido a que el propietario de la nave decidió venderla y que la dirección del teatro no contemplaba comprarla. En 2018 Juan Ceacero y Gérard Imbert reabrieron el espacio con un nuevo proyecto y le dieron el nombre de Exlímite.

## Programación
Kubik fue más que una sala de teatro de exhibición, era una comunidad de creadores, artistas y profesionales de las artes escénicas. Fernando Sánchez Cabezudo asumía su dirección. En el Teatro Kubik Fabrik se representaban obras propias de la compañía que lo regenta (algunas en coproducción con otros teatros como el Teatro de la Abadía) y obras de terceras compañías, principalmente noveles.
Además de la representación de obras, el Teatro Kubik Fabrik también ofrecía sus instalaciones a compañías artísticas como sala de ensayo para el desarrollo de sus proyectos y actúa como lugar de encuentro entre profesionales de las artes escénicas. Unas 60 compañías usaban anualmente sus instalaciones para ensayar y mostrar sus montajes. También se llevaban a cabo talleres de circo, danza y teatro y cursos en formación técnica para gestores de artes escénicas.
El equipo de Kubik Fabrik también sacaron adelante el Cinema Usera con ayuda de los vecinos del barrio que programaron este cine de verano.

## Storywalker/Historias de Usera
Con el objetivo de dinamizar la cultura en el barrio de Usera crearon una novedosa aplicación móvil, Storywalker, unas ficciones sonoras geolocalizadas que permitían conocer la historia y vivencias del barrio a través de sus habitantes. En el canal de streaming de La Zona Kubik se podía seguir el proceso de creación. El proyecto evolucionó hasta convertirse en un montaje teatral de mucho éxito, Historias de Usera, un conjunto de siete piezas cortas escritas por los dramaturgos Alfredo Sanzol, Miguel del Arco, Denise Despeyroux, José Padilla, Alberto Sánchez-Cabezudo, Alberto Olmos y vecinos del taller de escritura creativa José Hierro, y dirigido por el director del teatro, Fernando Sánchez-Cabezudo. Después del cierre de la sala se representó en varios teatros españoles renombrados como el Teatro Español de Madrid, el Teatro Principal de Valencia o el Teatro Central de Sevilla. El espectáculo fue galardonado con el premio Max a Mejor Producción Privada de Artes Escénicas.
En 2021 Fernando Sánchez-Cabezudo trasladó el proyecto bajo el nombre de Dramawalker al Centro Dramático Nacional, donde ejerce de coordinador artístico de la dirección. Esas experiencias que toman como punto de origen las artes escénicas y en concreto la herencia del radio teatro y el teatro comunitario y participativo, se desarrollaron en diversas capitales nacionales: La Cañada Real y Lavapiés en Madrid, cuatro líneas de autobús urbano de Sevilla, Poblenou en Barcelona, el barrio de San Antonio en Logroño y el barrio de Vite en Santiago de Compostela.